# Blanc de Hotot
Ne doit pas être confondu avec Hotot nain.

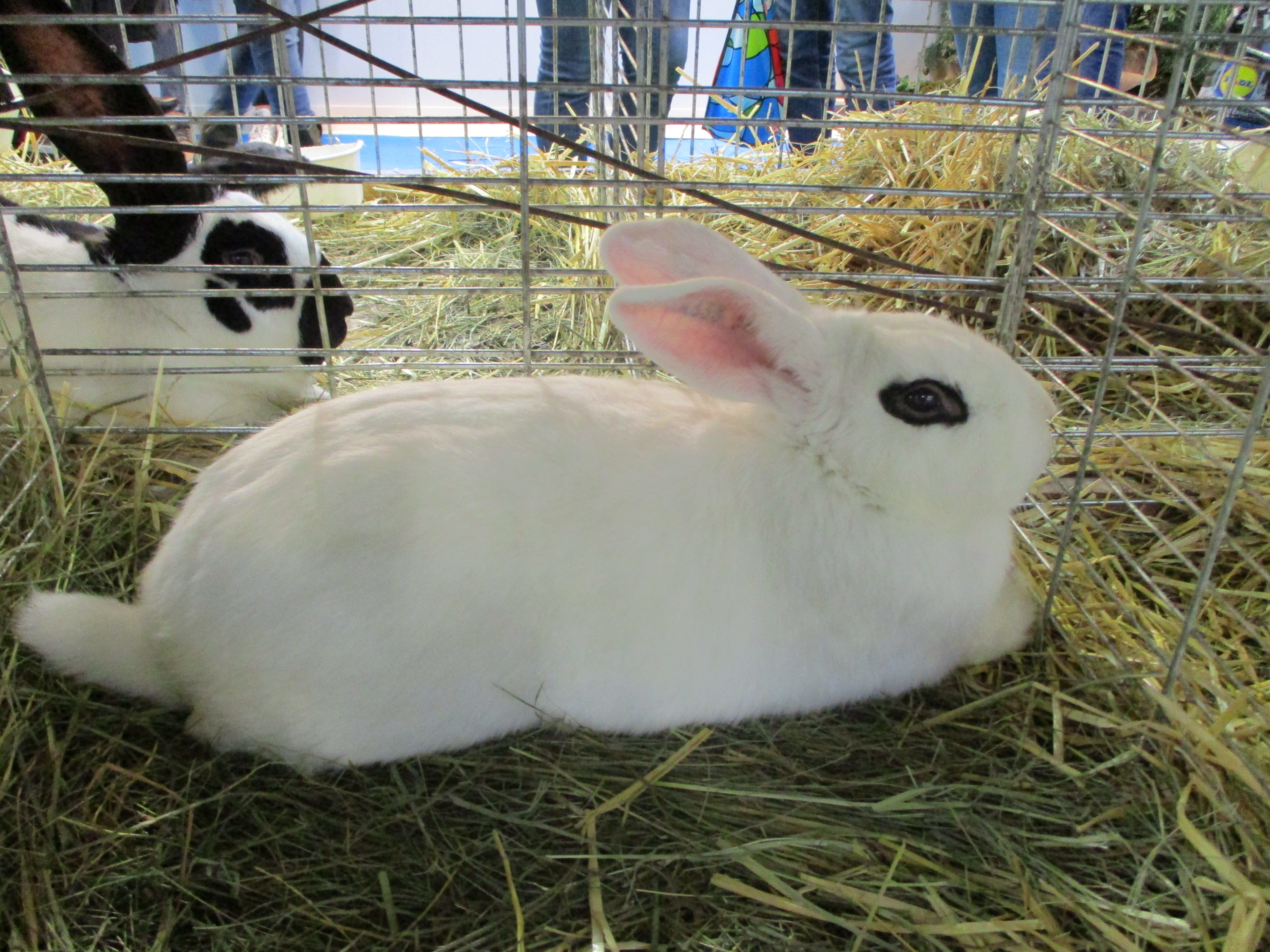
Lapin blanc de Hotot.

Le Blanc de Hotot est une race de lapin domestique originaire de Normandie, autour d'Hotot-en-Auge, qui se caractérise par sa coloration blanche avec l'œil cerclé de noir. De taille moyenne, cette race est issue de la sélection du lapin géant papillon français en vue d'obtenir des sujets les plus blancs possibles.

## Histoire
Cette race a été sélectionnée au début du XXe siècle et s'est répandue en Europe et en Amérique du Nord dans les années 1920. Une éleveuse du nom d'Eugénie Bernard a croisé en 1902 un géant papillon français avec un lapin de Vienne blanc, puis un géant des Flandres et la race s'est fixée à partir de 1912. Un individu est exposé pour la première fois à l'exposition internationale. d'aviculture de Paris en 1920. La race est reconnue deux ans plus tard. Elle a été exportée en 1927 en Suisse où elle connaît un grand succès. Elle est sauvée après la Seconde Guerre mondiale par un éleveur allemand du nom de Friedrich Joppich. Elle est reconnue en Allemagne de l'Est en 1961. En France, la ferme-musée du Cotentin en montre au public. Il est inscrit à la liste des animaux concernés par le conservatoire des races normandes et du Maine.